# Landkreis München

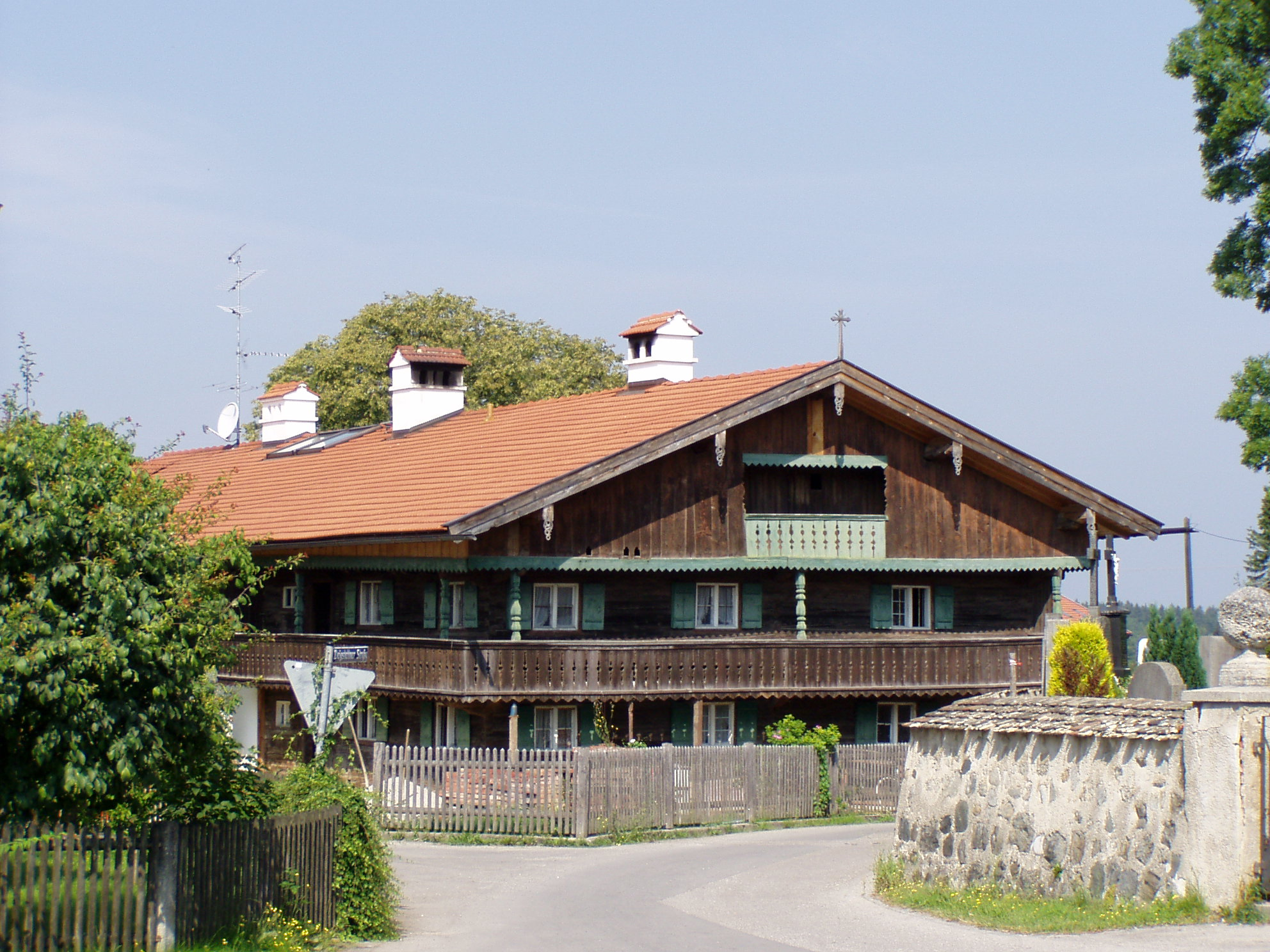
Bauernhaus in Großdingharting

Der Landkreis München ist eine Gebietskörperschaft mit 354.396 Einwohnern (31. Dezember 2024) und der bevölkerungsreichste Landkreis im Freistaat Bayern. Er liegt in der Mitte des Regierungsbezirks Oberbayern und umschließt im Norden, Osten und Süden die Landeshauptstadt München. Die bevölkerungsreichste Kommune des Landkreises ist die Stadt Unterschleißheim.
Verwaltungssitz des Landratsamtes München ist die Landeshauptstadt München, die selbst kreisfrei und daher nicht Teil des Landkreises ist. München ist die größte Stadt Deutschlands, die Verwaltungssitz eines Landkreises ist. Der Landkreis ist von Beginn an ein typischer Kragenkreis, also ein Landkreis, der die Metropole umschließt und daher einen großen Teil des Speckgürtels der Metropole umfasst.

## Geographie

### Lage
Der Landkreis liegt im Wesentlichen in der Münchner Schotterebene, die im Süden vom Hochufer der Isar durchschnitten wird. Der höchste Punkt des Kreisgebiets liegt mit 703 m bei Zell in der Gemeinde Schäftlarn, der niedrigste Punkt mit 471 m bei Unterschleißheim.

### Nachbarkreise
Der Landkreis grenzt im Uhrzeigersinn im Nordwesten beginnend an die Landkreise Dachau, Freising, Erding, Ebersberg, Rosenheim, Miesbach, Bad Tölz-Wolfratshausen, Starnberg und Fürstenfeldbruck.

## Geschichte

### Stadt- und Landgerichte
Auf dem Gebiet des heutigen Landkreises München wurde 1803 das Landgericht München gebildet. Es war für das Münchner Umland zuständig. Für das Stadtgebiet gab es ab 1804 das Stadtgericht München. Ab 1809 wurde München zur kreisunmittelbaren Stadt mit einem eigenen Polizeidirektor. Stadt- und Landgericht München gehörten zum Isarkreis, der 1838 in Oberbayern umbenannt wurde. Bereits 1831 wurde das Landgericht München aufgeteilt. Es entstand das neue Landgericht Au. Nach der Eingemeindung von Au, Giesing und Haidhausen in die Stadt München am 1. Oktober 1854 wurde für die neuen Stadtteile das „Stadtgericht München rechts der Isar“ geschaffen, aus dem bisherigen Stadtgericht München wurde das „Stadtgericht München links der Isar“. Gleichzeitig fand eine Umorganisation der Landgerichte des Umlandes statt: Aus dem Landgericht München wurde das „Landgericht München links der Isar“ und aus den Restgemeinden des bisherigen Landgerichts Au das „Landgericht München rechts der Isar“.

### Bezirksämter
Aus diesen beiden Landgerichten gingen 1862 bei Trennung von Verwaltung und Justiz die gleichnamigen Bezirksämter hervor. Dabei wurden dem Bezirksamt München links der Isar auch das Landgericht Starnberg und dem Bezirksamt München rechts der Isar das Landgericht Wolfratshausen zugeteilt. Am 1. Januar 1864 wurde Ramersdorf nach München eingemeindet und am 1. Januar 1877 Sendling.
Die Bezirksämter München links der Isar und München rechts der Isar wurden am 1. Januar 1880 aufgelöst und zwei neue Bezirksämter errichtet: München I umfasste den Zuständigkeitsbereich des Amtsgerichtes München II und München II umfasste die Zuständigkeitsbereiche der Amtsgerichte Starnberg und Wolfratshausen. In der Folgezeit gab das Bezirksamt München I weitere Gemeinden an die Stadt München ab; am 1. Januar 1890 Neuhausen, am 20. November 1890 die Stadt Schwabing, am 1. Januar 1892 Bogenhausen, am 1. Januar 1899 Nymphenburg sowie am 1. Januar 1900 Laim und Thalkirchen.
Am 1. Oktober 1902 wurde das Bezirksamt München II aufgelöst und in die beiden neuen Bezirksämter Starnberg und Wolfratshausen aufgeteilt. Gleichzeitig wurde das Bezirksamt München I in Bezirksamt München umbenannt.
Am 1. Januar 1912 wurde die bis dahin zum Bezirksamt München gehörende Gemeinde Forstenried in die Stadt München eingegliedert. Am 1. April 1913 kam Milbertshofen hinzu. Berg am Laim, Moosach und Oberföhring folgten am 1. Juli 1913. Am 1. Januar 1930 wurden Daglfing und Perlach in die Landeshauptstadt eingegliedert. Am 1. Oktober 1931 kam noch die Gemeinde Freimann hinzu, am 1. April 1932 auch Trudering. Am 1. April 1938 wurden Feldmoching, Großhadern sowie die Stadt Pasing der Landeshauptstadt zugesprochen und am 1. Dezember 1938 folgten Allach, Ludwigsfeld, Obermenzing, Solln sowie Untermenzing.

### Landkreis
Am 1. Januar 1939 wurde im Deutschen Reich einheitlich die Bezeichnung Landkreis eingeführt. So wurde aus dem Bezirksamt München der Landkreis München.
Am 1. April 1942 wurden die Gemeinden Aubing und Langwied vom Landkreis München abgetrennt und der Stadt München eingemeindet.
Im Rahmen der Gebietsreform in Bayern wurde der Landkreis am 1. Juli 1972 vergrößert. Aus dem aufgelösten Landkreis Wolfratshausen kamen die acht Gemeinden Arget (heute zur Gemeinde Sauerlach), Baierbrunn, Dingharting (1978 zu Straßlach), Eichenhausen (heute zu Sauerlach), Oberbiberg (heute zu Oberhaching), Sauerlach, Schäftlarn und Straßlach (heute Straßlach-Dingharting) sowie das gemeindefreie Gebiet Deisenhofener Forst-Süd (heute zu Oberhaching) zum Landkreis hinzu und aus dem aufgelösten Landkreis Bad Aibling die Gemeinde Helfendorf (heute zu Aying) sowie das gemeindefreie Gebiet Hofoldinger Forst-Süd. Der Landkreis erreichte damit seine heutige Ausdehnung.

### Einwohnerentwicklung

Bevölkerungsentwicklung im Landkreis München seit 1840

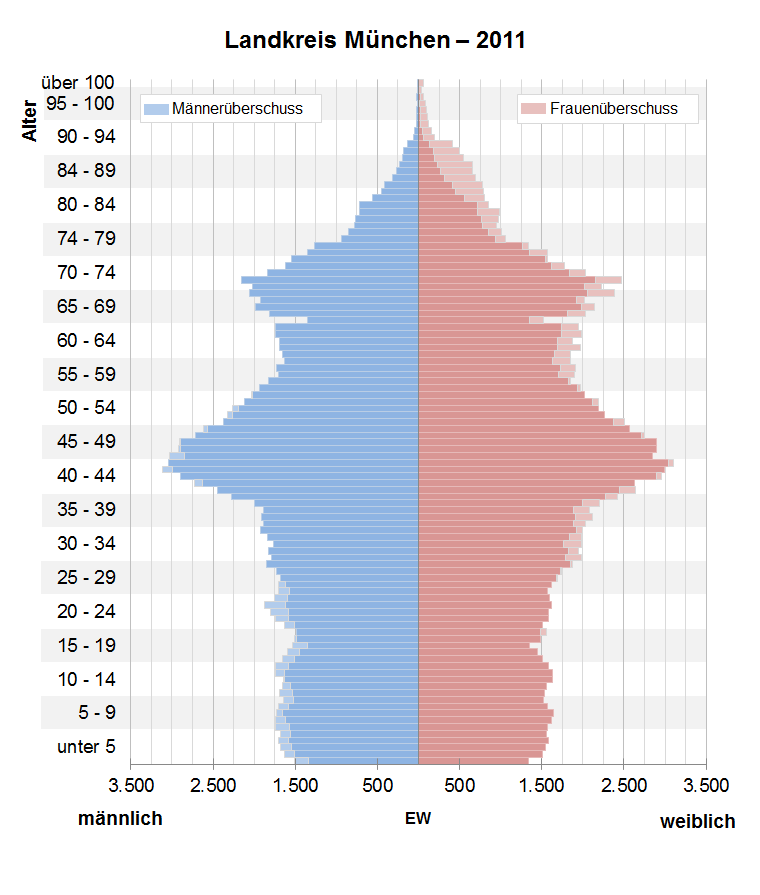
Bevölkerungspyramide für den Landkreis München (Datenquelle: Zensus 2011)

Von 1987 bis 2016 gewann der Landkreis München über 90.000 Einwohner hinzu bzw. wuchs um rund 37 %. Seit 1970 hat sich die Einwohnerzahl mehr als verdoppelt.
Die nachfolgenden Zahlen beziehen sich auf den Gebietsstand vom 25. Mai 1987:
| Jahr      | 1840   | 1900   | 1939   | 1950   | 1961    | 1970    | 1987    | 1991    | 1995    | 2000    | 2005    | 2010    | 2016    | 2020    |
| --------- | ------ | ------ | ------ | ------ | ------- | ------- | ------- | ------- | ------- | ------- | ------- | ------- | ------- | ------- |
| Einwohner | 12.393 | 20.521 | 59.377 | 96.475 | 123.369 | 168.336 | 249.784 | 271.615 | 279.007 | 295.247 | 309.080 | 323.015 | 343.405 | 349.685 |

### Konfessionsstatistik
Früher war eine Mehrheit der Einwohner katholisch. Nach 1945 sank der Katholiken-Anteil durch Zuzüge (zum Beispiel Zuzug zahlreicher Heimatvertriebener in den Nachkriegsjahren und Zuzug von Gastarbeitern ab 1960). Laut dem Zensus 2011 waren 42,7 % der Einwohner römisch-katholisch, 16,5 % evangelisch und 40,8 % waren konfessionslos, gehörten einer anderen Glaubensgemeinschaft an oder machten keine Angabe. Die Zahl der Katholiken und Protestanten sank auch durch zahlreiche Kirchenaustritte. Gemäß dem Zensus 2022 waren (Stand 2022) 33,0 % der Einwohner katholisch, 12,4 % evangelisch und 54,6 % waren konfessionslos, gehörten einer anderen Glaubensgemeinschaft an oder machten keine Angabe.
Es gab (Stand 2017) im Landkreis 47 katholische Pfarreien. Drei davon waren eigenständige Pfarreien (St. Nikolaus in Neuried, St. Severin von Noricum in Garching und St. Laurentius in Großdingharting); die übrigen 44 sind in 19 Pfarrverbänden unterschiedlicher Größe organisiert.
Der größte dieser Pfarrverbände, Vier Brunnen Ottobrunn, hat sieben Pfarreien.

## Politik

### Kreistag
Der Kreistag setzt sich aus 70 Kreisräten und dem Landrat zusammen. Die Kommunalwahl vom 15. März 2020 ergab folgendes Ergebnis:
| Kreistagswahl 2020Wahlbeteiligung: 59,8 % (+6,0 %) %403020100 36,626,113,210,44,64,33,01,8 CSUGrüneSPDFWAfDFDPÖDPLinkeGewinne und Verlusteim Vergleich zu 2014 %p 12 10 8 6 4 2 0 −2 −4 −6 −8−10−12−4,9+10,1−10,3−1,1+4,6−0,6+0,5+1,8CSUGrüneSPDFWAfDFDPÖDPLinke | Sitzverteilung im Kreistag München seit 2020Insgesamt 70 Sitze - Linke: 1 - SPD: 9 - Grüne: 19 - ÖDP: 2 - FDP: 3 - FW: 7 - CSU: 26 - AfD: 3 |

| Parteien und Wählergemeinschaften | Parteien und Wählergemeinschaften                 | 2020   | 2020   | 2014   | 2014   | 2008   | 2008   | 2002   | 2002   | 1996   | 1996   |
| Parteien und Wählergemeinschaften | Parteien und Wählergemeinschaften                 | %      | Sitze  | %      | Sitze  | %      | Sitze  | %      | Sitze  | %      | Sitze  |
| --------------------------------- | ------------------------------------------------- | ------ | ------ | ------ | ------ | ------ | ------ | ------ | ------ | ------ | ------ |
| CSU                               | Christlich-Soziale Union in Bayern                | 36,6   | 26     | 41,5   | 29     | 39,7   | 28     | 46,1   | 33     | 41,8   | 30     |
| Grüne                             | Grüne Bayern                                      | 26,1   | 19     | 16,0   | 11     | 13,8   | 10     | 9,6    | 07     | 10,5   | 07     |
| SPD                               | SPD Bayern                                        | 13,2   | 09     | 23,5   | 16     | 24,9   | 18     | 26,6   | 19     | 27,0   | 19     |
| FW                                | Freie Wähler Bayern                               | 10,4   | 07     | 11,5   | 08     | 11,3   | 08     | 0–     | 0–     | 0–     | 0–     |
| AfD                               | AfD Bayern                                        | 4,6    | 03     | 0–     | 0–     | 0–     | 0–     | 0–     | 0–     | 0–     | 0–     |
| FDP                               | FDP Bayern                                        | 4,3    | 03     | 4,9    | 04     | 7,9    | 05     | 4,9    | 03     | 4,8    | 03     |
| ÖDP                               | Ökologisch–Demokratische Partei                   | 3,0    | 02     | 2,5    | 02     | 2,4    | 01     | 1,8    | 01     | 2,6    | 02     |
| Linke                             | Die Linke Bayern                                  | 1,8    | 01     | 0–     | 0–     | 0–     | 0–     | 0–     | 0–     | 0–     | 0–     |
| FW/Pf/BV                          | Freie Wähler Bayern/Parteifreie/Bürgervereinigung | 0–     | 0–     | 0–     | 0–     | 0–     | 0–     | 9,7    | 07     | 11,0   | 08     |
| REP                               | Die Republikaner                                  | 0–     | 0–     | 0–     | 0–     | 0–     | 0–     | 0–     | 0–     | 2,3    | 01     |
| gesamt                            | gesamt                                            | 100,0  | 70     | 99,9   | 70     | 100,0  | 70     | 98,7   | 70     | 100,0  | 70     |
| Wahlbeteiligung                   | Wahlbeteiligung                                   | 59,8 % | 59,8 % | 53,8 % | 53,8 % | 58,4 % | 58,4 % | 60,4 % | 60,4 % | 65,6 % | 65,6 % |

### Landräte
Landrat des Landkreises München ist seit dem 1. Mai 2014 Christoph Göbel (CSU). Er setzte sich 2020 mit 64,1 Prozent gegen den Kandidaten der Grünen, Christoph Nadler, in der Stichwahl durch.

### Landtags- und Bundestagsabgeordnete

#### Bayerischer Landtag
Der Landkreis München ist in zwei Stimmkreisbezirke unterteilt.
- Der direkt gewählte Landtagsabgeordnete im Stimmkreis München-Land-Nord ist Maximilian Böltl (CSU).
- Die direkt gewählte Landtagsabgeordnete im Stimmkreis München-Land-Süd ist Kerstin Schreyer (CSU).

Außerdem wurden aus dem Landkreis München in den Landtag gewählt:
- Markus Büchler für Bündnis 90/Die Grünen
- Claudia Köhler für Bündnis 90/Die Grünen
- Nikolaus Kraus für die Freien Wähler

#### Deutscher Bundestag
Der Landkreis München ist dem Bundestagswahlkreis München-Land zugewiesen (seit 2017 deckungsgleich mit dem Landkreis München).
Direkt gewählter Abgeordneter für den Deutschen Bundestag ist Florian Hahn (CSU). Über die Landesliste zogen  Anton Hofreiter (Grüne) und Gerold Otten (AfD) in den Deutschen Bundestag ein.

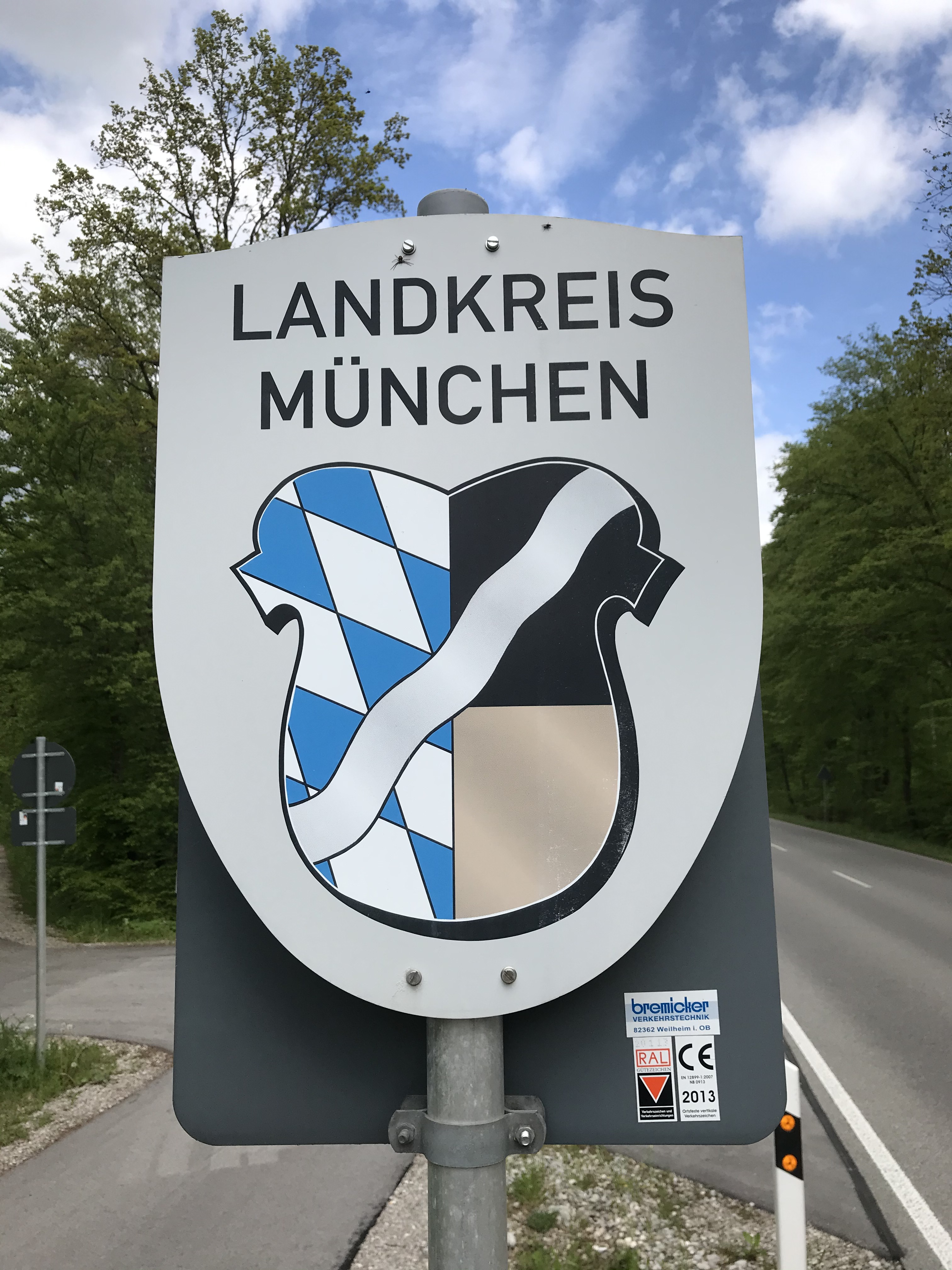
Grenztafel des Landkreises München

### Wappen
| | Blasonierung: „Gespalten; vorne die bayerischen Rauten, hinten geteilt von Schwarz und Gold, im Ganzen überdeckt mit einem schräglinken silbernen Wellenbalken.“ |
| Wappenbegründung: Die Rauten stehen für die Wittelsbacher und für Bayern, Gold und Schwarz für die Stadt München. Der Wellenbalken symbolisiert den Fluss Isar, der den Landkreis durchzieht. Das Wappen wird seit der ministeriellen Zustimmung vom 3. April 1957 geführt. | |

## Wirtschaft, Wissenschaft, Infrastruktur
Im sogenannten „Zukunftsatlas“ aus dem Jahr 2016 belegte der Landkreis München Platz 1 von 402 Landkreisen und kreisfreien Städten in Deutschland und zählt damit zu den Landkreisen mit „Top Zukunftschancen“.

### Wirtschaftliche Schwerpunkte
Die Gemeinden Unterföhring und Ismaning im Nordosten des Landkreises zählen zu den wichtigsten Medienstandorten Deutschlands. Neben dem Bayerischen Rundfunk, der hier ein Fernsehstudio und den Sender Ismaning betreibt, haben sich auch private Medienunternehmen wie ProSiebenSat.1 Media, Sky Deutschland, Sport1 Medien und Home Shopping Europe angesiedelt.
Das Max-Planck-Institut für Biochemie und das 2023 im Max-Planck-Institut für biologische Intelligenz aufgegangene Max-Planck-Institut für Neurobiologie (beide im Planegger Ortsteil Martinsried) haben zahlreiche Ansiedelungen und Neugründungen von Biotech- und Pharmaunternehmen nach Planegg gezogen. In unmittelbarer Nähe zu den beiden Forschungseinrichtungen entstand ab 1995 auf Betreiben des Bayerischen Staatsministeriums für Wirtschaft, Verkehr und Technologie das Innovations- und Gründerzentrum Biotechnologie (IZB), welches Labor- und Büroflächen für Biotechnologie-Start-ups zur Verfügung stellt und erfolgreiche Gründungen wie Morphosys und Medigene beherbergte.
Im großen Gewerbegebiet Garching-Hochbrück unterhalten u. a. Voith Turbo, Zeppelin Baumaschinen mit Caterpillar, Suss Microtec, M. Braun Inertgas-Systeme und BMW Standorte. Es gibt einige Ausgründungen aus dem Hochschul- und Forschungszentrum Garching.

### Börsennotierte Unternehmen mit Sitz im Landkreis
DAX
- Infineon, Neubiberg
- Airbus, Taufkirchen/Ottobrunn

MDAX
- Hensoldt, Taufkirchen

SDAX
- Adtran Networks, Planegg
- Deutsche Pfandbriefbank, Garching
- Dermapharm, Grünwald
- ProSiebenSat.1 Media, Unterföhring
- SFC Energy, Brunnthal
- Sixt, Pullach
- Suss Microtec, Garching

### Wissenschaft
Das Hochschul- und Forschungszentrum in Garching ist der größte Campus der Technischen Universität München und Sitz vieler universitärer und außeruniversitärer Forschungseinrichtungen. In der Gemeinde Neubiberg befindet sich die Universität der Bundeswehr München. Wichtiger Forschungs- und Technologiestandort ist auch Taufkirchen, wo am Ludwig Bölkow Campus die Fakultät für Luftfahrt, Raumfahrt und Geodäsie der TU München angesiedelt ist. In Planegg liegt der biowissenschaftliche Campus Martinsried, der zusammen mit der Fakultät für Chemie und Pharmazie sowie dem Genzentrum und dem LMU Klinikum im angrenzenden Münchner Stadtteil Großhadern einen der größten Standorte der Ludwig-Maximilians-Universität München bildet.

### Verkehrsgeschichte

#### Eisenbahn

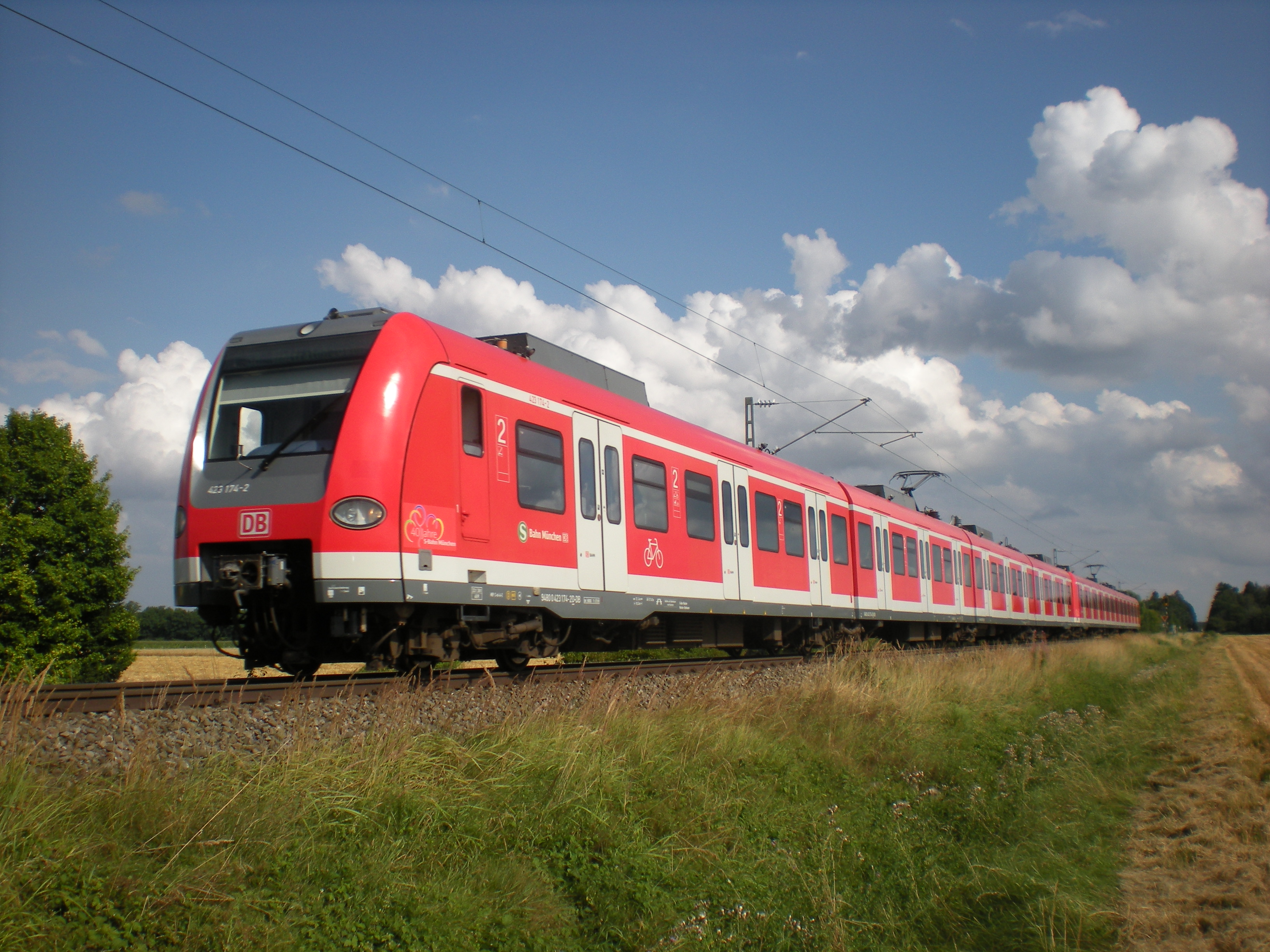
Münchner S-Bahnlinie S7 zwischen Hohenbrunn und Wächterhof

Die kreisfreie Stadt München, die der Landkreis teilweise umschließt, ist der größte Eisenbahnknotenpunkt in Bayern. Die Entwicklung begann im Jahre 1839 mit der Eröffnung der Bahnstrecke München–Augsburg, die bald darauf Anschluss an die Ludwig-Süd-Nord-Bahn erhielt.
Die staatliche Bayerische Maximiliansbahn stellte ab 1854 mit den Teilstrecken München–Holzkirchen und Holzkirchen–Rosenheim die Verbindung ins Voralpenland her. Ebenfalls nach Süden zum Starnberger See führte 1854 die Pasing-Starnberger Eisenbahn. Die AG der Bayerischen Ostbahnen nahm 1858 den Betrieb von München nach Freising–Landshut–Regensburg auf. Die Verbindung nach Ingolstadt kam durch eine Strecke der Bayerischen Staatsbahn im Jahre 1867 zustande. Dann folgten 1871 die direkte Bahn nach Rosenheim über Grafing und die Strecke über Mühldorf nach Simbach.
Die letzte Hauptbahn von München wurde 1873 in Richtung Geltendorf–Buchloe erbaut. In den folgenden Jahren wurde das Netz verdichtet und durch Nebenstrecken ergänzt, so z. B. 1909 nach Ismaning. Die Lokalbahn Aktien-Gesellschaft München eröffnete 1891/92 vom Isartalbahnhof aus die Vorortbahn nach Wolfratshausen–Bichl, die schon vom Jahre 1900 an bis Höllriegelskreuth-Grünwald elektrisch betrieben worden ist. Zahlreiche Ring- und Verbindungsbahnen entstanden im Stadtgebiet für den Güterverkehr. Etwa ab 1970 folgte der Ausbau der S-Bahnlinien, deren Kernstück die Tunnelstrecke zwischen dem Hauptbahnhof und dem Ostbahnhof durchs Stadtzentrum ist.

#### Straßennetz
Durch den Landkreis verlaufen Teilstücke der Bundesautobahnen A 8 (München–Salzburg), A 9 (München–Nürnberg), A 92 (München–Deggendorf), A 94 (München–Passau), A 95 (München–Garmisch-Partenkirchen), A 96 (München–Lindau), A 995 (München-Giesing zum Autobahnkreuz München-Süd) sowie der Autobahnring München (A 99).
Das überörtliche Verkehrsnetz vervollständigen mehrere Bundesstraßen und Staatsstraßen.

## Gemeinden
(Einwohner am 31. Dezember 2024)
| Städte 1. Garching bei München (17.656) 2. Haar (22.878) 3. Unterschleißheim (28.482) Keine Verwaltungsgemeinschaften Gemeindefreie Gebiete (69,97 km²) 1. Forstenrieder Park (37,08 km²) 2. Grünwalder Forst (19,53 km²) 3. Perlacher Forst (13,36 km²) Ehemalige gemeindefreie Gebiete 1. Forst Kasten (5,90 km²) – aufgelöst zum 1. Januar 2002 2. Deisenhofener Forst (11,83 km²) – aufgelöst zum 1. Januar 2010 3. Hofoldinger Forst (27,23 km²) – aufgelöst zum 1. Januar 2011 4. Höhenkirchener Forst (14,32 km²) – aufgelöst zum 1. Januar 2011 | Weitere Gemeinden 1. Aschheim (9149) 2. Aying (5581) 3. Baierbrunn (3376) 4. Brunnthal (5451) 5. Feldkirchen (7780) 6. Gräfelfing (13.472) 7. Grasbrunn (6581) 8. Grünwald (11.179) 9. Hohenbrunn (9032) 10. Höhenkirchen-Siegertsbrunn (11.039) 11. Ismaning (18.093) 12. Kirchheim bei München (13.392) 13. Neubiberg (14.329) 14. Neuried (8795) 15. Oberhaching (13.318) 16. Oberschleißheim (11.857) 17. Ottobrunn (22.829) 18. Planegg (11.007) 19. Pullach im Isartal (8601) 20. Putzbrunn (6845) 21. Sauerlach (8063) 22. Schäftlarn (5840) 23. Straßlach-Dingharting (3258) 24. Taufkirchen (18.140) 25. Unterföhring (11.866) 26. Unterhaching (26.507) |

## Gemeinden vor der Gebietsreform 1971/78
Vor der Gebietsreform im Jahr 1972 hatte der Landkreis München 30 Gemeinden. Im Jahr 1900 waren es noch 47 Gemeinden. 19 dieser Gemeinden wurden in der ersten Hälfte des 20. Jahrhunderts nach München eingemeindet, zwei Gemeinden wurden neu gegründet. Die Gemeinden, die es heute noch gibt, sind fett geschrieben.
Der Landkreis München grenzte vor der Gebietsreform an die kreisfreie Stadt München und folgende Landkreise (im Uhrzeigersinn): Landkreis Freising, Landkreis Erding, Landkreis Ebersberg, Landkreis Bad Aibling, Landkreis Wolfratshausen, Landkreis Starnberg, Landkreis Fürstenfeldbruck und Landkreis Dachau.

Landkreis München, Gemeindegrenzenkarte von 1961

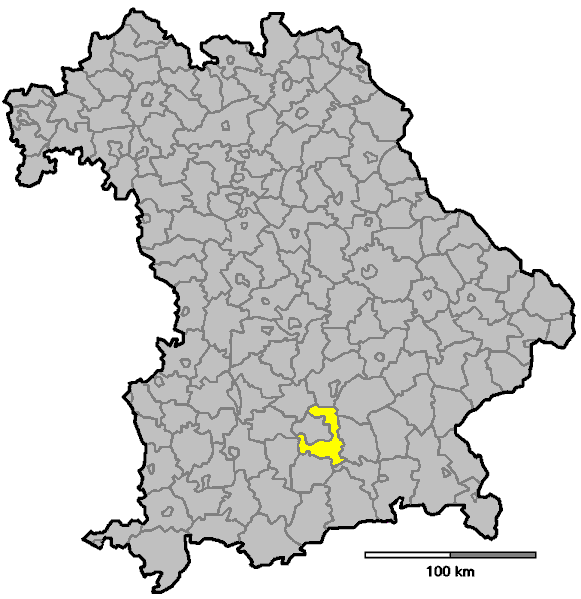
Lage des Landkreises München in Bayern

| Gemeinden im Jahr 1900   | Gemeinden vor 1972                                                           | Heutige Gemeinde           | Heutiger Landkreis |
| ------------------------ | ---------------------------------------------------------------------------- | -------------------------- | ------------------ |
| Allach                   | München (eingemeindet 1938)                                                  | München                    | München            |
| Aschheim                 | Aschheim                                                                     | Aschheim                   | Landkreis München  |
| Aubing                   | München (eingemeindet 1942)                                                  | München                    | München            |
| Berg am Laim             | München (eingemeindet 1913)                                                  | München                    | München            |
| Brunnthal                | Brunnthal                                                                    | Brunnthal                  | Landkreis München  |
| Daglfing                 | München (eingemeindet 1930)                                                  | München                    | München            |
| Dornach                  | Dornach                                                                      | Aschheim                   | Landkreis München  |
| Feldkirchen              | Feldkirchen                                                                  | Feldkirchen                | Landkreis München  |
| Feldmoching              | München (eingemeindet 1938)                                                  | München                    | München            |
| Forstenried              | München (eingemeindet 1912)                                                  | München                    | München            |
| Freimann                 | München (eingemeindet 1931)                                                  | München                    | München            |
| Garching b.München       | Garching b.München                                                           | Garching b.München         | Landkreis München  |
| Gräfelfing               | Gräfelfing                                                                   | Gräfelfing                 | Landkreis München  |
| Grasbrunn                | Grasbrunn                                                                    | Grasbrunn                  | Landkreis München  |
| Großhadern               | München (eingemeindet 1938)                                                  | München                    | München            |
| Grünwald                 | Grünwald                                                                     | Grünwald                   | Landkreis München  |
| Salmdorf                 | Haar (Umbenannt 1924)                                                        | Haar                       | Landkreis München  |
|                          | Harthausen (Neubildung der Gemeinde aus Teilen von Grasbrunn im Jahr 1907)   | Grasbrunn                  | Landkreis München  |
| Heimstetten              | Heimstetten                                                                  | Kirchheim b.München        | Landkreis München  |
| Hofolding                | Hofolding                                                                    | Brunnthal                  | Landkreis München  |
| Hohenbrunn               | Hohenbrunn                                                                   | Hohenbrunn                 | Landkreis München  |
| Höhenkirchen             | Höhenkirchen                                                                 | Höhenkirchen-Siegertsbrunn | Landkreis München  |
| Ismaning                 | Ismaning                                                                     | Ismaning                   | Landkreis München  |
| Kirchheim b.München      | Kirchheim b.München                                                          | Kirchheim b.München        | Landkreis München  |
| Langwied                 | München (eingemeindet 1942)                                                  | München                    | München            |
| Ludwigsfeld              | München (eingemeindet 1938)                                                  | München                    | München            |
| Milbertshofen            | München (eingemeindet 1913)                                                  | München                    | München            |
| Moosach                  | München (eingemeindet 1913)                                                  | München                    | München            |
| Neuried                  | Neuried                                                                      | Neuried                    | Landkreis München  |
| Oberföhring              | München (eingemeindet 1913)                                                  | München                    | München            |
| Oberhaching              | Oberhaching                                                                  | Oberhaching                | Landkreis München  |
| Obermenzing              | München (eingemeindet 1938)                                                  | München                    | München            |
| Oberschleißheim          | Oberschleißheim                                                              | Oberschleißheim            | Landkreis München  |
|                          | Ottobrunn (Neubildung der Gemeinde aus Teilen von Unterhaching im Jahr 1955) | Ottobrunn                  | Landkreis München  |
| Pasing (seit 1905 Stadt) | München (eingemeindet 1938)                                                  | München                    | München            |
| Peiß                     | Peiß                                                                         | Aying                      | Landkreis München  |
| Perlach                  | München (eingemeindet 1930)                                                  | München                    | München            |
| Planegg                  | Planegg                                                                      | Planegg                    | Landkreis München  |
| Pullach i.Isartal        | Pullach i.Isartal                                                            | Pullach i.Isartal          | Landkreis München  |
| Putzbrunn                | Putzbrunn                                                                    | Putzbrunn                  | Landkreis München  |
| Siegertsbrunn            | Siegertsbrunn                                                                | Höhenkirchen-Siegertsbrunn | Landkreis München  |
| Solln                    | München (eingemeindet 1938)                                                  | München                    | München            |
| Taufkirchen              | Taufkirchen                                                                  | Taufkirchen                | Landkreis München  |
| Trudering                | München (eingemeindet 1932)                                                  | München                    | München            |
| Unterbiberg              | Unterbiberg                                                                  | Neubiberg                  | Landkreis München  |
| Unterföhring             | Unterföhring                                                                 | Unterföhring               | Landkreis München  |
| Unterhaching             | Unterhaching                                                                 | Unterhaching               | Landkreis München  |
| Untermenzing             | München (eingemeindet 1938)                                                  | München                    | München            |
| Unterschleißheim         | Unterschleißheim                                                             | Unterschleißheim           | Landkreis München  |

## Kreisbehörde
Kreisbehörde ist das Landratsamt München in München-Au.

## Sport
Im Landkreis München sind einige Sportvereine beheimatet, die in Mannschaftssportarten auf überregionaler Ebene gespielt haben, darunter SV Lohhof (Volleyball), TSV Gräfelfing (Tischtennis), Haar Disciples (Baseball), TSV Ismaning (Handball), TSV Oberhaching-Deisenhofen (Basketball), ESC Planegg (Eishockey), TSV Unterhaching (Volleyball), SpVgg Unterhaching (Fußball), HT München (Handball) und der Rugby-Club Unterföhring.
2021 bewarb sich der Landkreis München zusammen mit den Gemeinden Oberhaching und Taufkirchen als Beherbergungsstadt für die Gestaltung eines viertägigen Programms für eine internationale Delegation der Special Olympics World Summer Games 2023 in Berlin. 2022 wurde er als Gastgeber für Special Olympics Gibraltar und Special Olympics Papua-Neuguinea ausgewählt. Damit wurde er Teil des größten kommunalen Inklusionsprojekts in der Geschichte der Bundesrepublik mit mehr als 200 Beherbergungsstädten. Die Delegation aus Papua-Neuguinea bestand aus 10 Personen, die aus Gibraltar aus 45.

## Schutzgebiete
Im Landkreis und der Stadt gibt es sieben Naturschutzgebiete, 13 Landschaftsschutzgebiete, zehn FFH-Gebiete und mindestens sechs vom Bayerischen Landesamt für Umwelt ausgewiesene Geotope (Stand August 2016). Außerdem liegt ein Teil des Großschutzgebietes Naturwald Auwälder an der mittleren Isar im Landkreis.

## Kfz-Kennzeichen
Am 1. Juli 1956 wurde dem Landkreis bei der Einführung der bis heute gültigen Kfz-Kennzeichen das Unterscheidungszeichen M zugewiesen. Es wird durchgängig bis heute ausgegeben. Seit dem 10. Juli 2013 sind durch die Kennzeichenliberalisierung auch die Unterscheidungszeichen AIB (Bad Aibling) von AIB Q 10 bis AIB Q 9999 und WOR (Wolfratshausen) von WOR F 10 bis WOR F 9999 und von WOR O 10 bis WOR O 9999 erhältlich.
Ab Ende 2025 soll zusätzlich das neue Unterscheidungszeichen MU (für „Münchner Umland“) im Landkreis München ausgegeben werden. Einen entsprechenden Antrag hatte der Landkreis München beim Bundesministerium für Verkehr eingereicht, der bewilligt wurde. Das bisherige Unterscheidungszeichen M wird nach Einführung des Unterscheidungszeichens MU künftig weiter zugeteilt.